# Blitz (Malte)
Pour les articles homonymes, voir Blitz (homonymie).

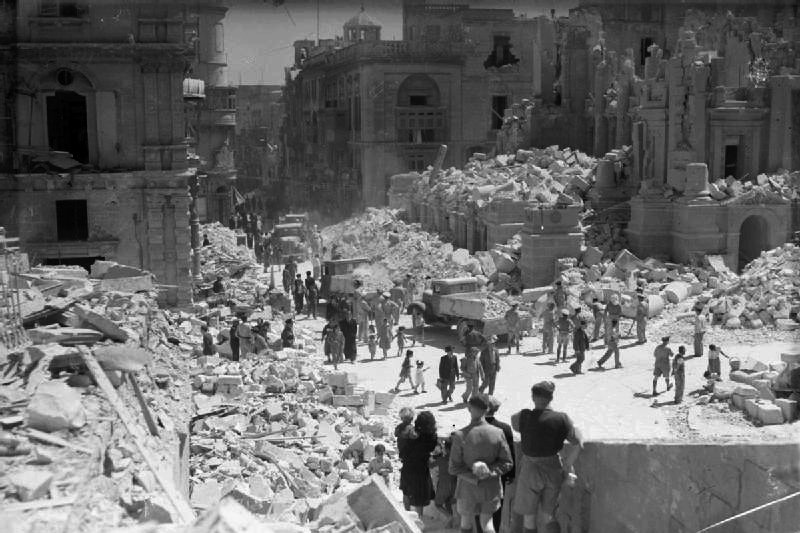
Blitz allemand à La Valette, le 1er mai 1942.

Le blitz maltais est à l'image du blitz britannique, il consiste en des bombardements aériens ayant pour objectif de démoraliser la population en prenant préférentiellement pour cible les villes et les civils plutôt que des objectifs militaires.

## Contexte
Dès la déclaration de guerre de l'Italie à la France et au Royaume-Uni, la Regia Aeronautica bombarde Malte dès le 11 juin 1940. Les troupes italiennes de Libye affrontent aussi directement les troupes britanniques d'Égypte. Malte est immédiatement perçue par les Italiens comme une position stratégique que les Britanniques avaient négligée, les îles maltaises avaient été déclarées indéfendables, ils avaient déménagé la Mediterranean Fleet de Malte à Alexandrie en octobre 1939, en compensation, ils avaient renforcé la défense aérienne avec des canons anti-aériens. La RAF n'était pas en meilleure position à Malte, l'ensemble des historiens reprennent souvent la légende qui voudrait que l'archipel n'était défendu que par trois avions biplans Gloster Gladiator au nom prédestiné de Faith (Foi), Hope (Espérance) and Charity (Charité). En fait, ce n'était pas beaucoup mieux, l'aérodrome Ħal-Far disposait au moins de six Gloster Gladiator en ordre de vol et six autres en caisses prêts au montage et aussi des Hawker Hurricane ainsi que quelques appareils de sauvetage en mer ou de chasse sous-marine à la base d'hydravions de Kalafrana. Rapidement, l'état-major du Royaume-Uni va se mobiliser pour mettre en défense sa dépendance qui va devenir l'« île porte-avions ».
En septembre 1940, les Italiens tentent de reprendre l'initiative en réalisant une invasion de l'Égypte, qui tourne court. En décembre 1940, c'est au tour des Britanniques de réaliser l'invasion de la Libye, avec l'opération Compass, qui est un succès. Devant la faiblesse italienne, l'Allemagne nazie vient alors en aide aux Italiens en envoyant le général Erwin Rommel qui, à la tête du Deutsches Afrikakorps, met les Alliés en sérieuse difficulté. Rommel est lucide sur l'importance de Malte, en mai 1941, il affirme que « sans Malte, l'Axe finira par perdre le contrôle de l'Afrique du Nord ». L'Allemagne nazie reprend à son compte les attaques et la Luftwaffe poursuit les bombardements de Malte jusqu'au 21 mai 1943. L'objectif des Allemands était différent de celui des Italiens, les premiers voulaient simplement annihiler la puissance nocive de Malte, les seconds souhaitaient débarquer sur l'archipel pour l'incorporer à la Grande Italie. Si les Allemands faillirent remplir leur objectif, les Italiens ne furent jamais en mesure à un moment ou l'autre de réussir le leur. Il fallut beaucoup de sacrifices à la RAF, à la Royal Navy et à la population maltaise pour sauver Malte.

## Déroulement du blitz

### 1940

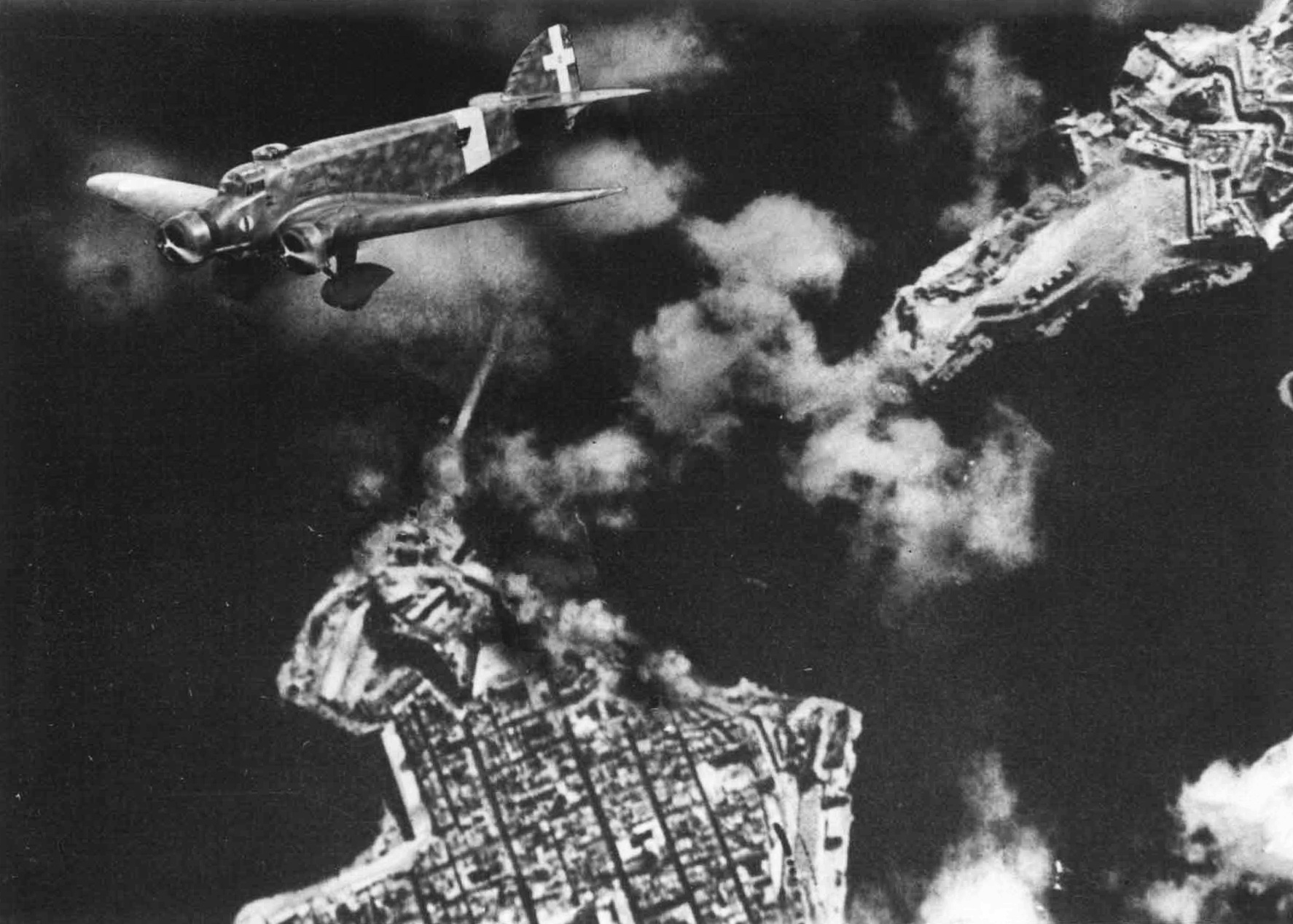
Un bombardier Savoia-Marchetti SM.79 Italien bombardant "Grand Harbor", à Malte

Le lendemain de la déclaration de guerre de l'Italie, la Regia Aeronautica à 6 h 30 du matin, 55 bombardiers escortés de 21 chasseurs lâchent 142 bombes sur les bases britanniques, plus tard, une deuxième vague de 10 bombardiers et 20 chasseurs frappent de nouveau. Dans l'après-midi une troisième vague de 38 bombardiers et 12 chasseurs frappent la capitale La Valette malgré les tirs de barrage du HMS Terror et des canonnières HMS Aphis (en) et HMS Ladybird (en). Ce premier jour de guerre, les Italiens planifient 8 raids aériens sans véritables oppositions, un seul Gloster Gladiator de la RAF ayant réussi à prendre l'air face à 55 bombardiers et 20 chasseurs.
Le 12 juin, un avion de reconnaissance italien est abattu, c'est la première victoire des forces anti-aériennes. le 19 juin, 12 Fairey Swordfish du 757 Training Squadron des Fleet Air Arm s’échappant du sud de la France pour se rendre en Tunisie atterrissent à l'aérodrome Ħal-Far. Ils sont ensuite à l'origine du premier raid aérien à partir de Malte sur le port d'Augusta en Sicile. Le 22 juin la RAF enregistre la première victoire aérienne en combat dans le ciel de Malte.
Le 2 août, le porte-avions HMS Argus livre à Malte douze avions de chasse Hawker Hurricane durant l'Opération Hurry. Les Britanniques mettaient Malte en état de défense et au cours des opérations Club Run, ils réussirent à livrer à Malte 719 avions (Hurricane, Spitfire, Swordfish et Albacore) sur 762 envoyés d'août 1940 à octobre 1942. Mais après seulement huit semaines de combat les Hurricane sont cloués au sol par manque de pièces de rechange. À partir d'Alexandrie et de Gibraltar, en septembre, la Navy réussit à escorter jusqu'à Malte 36 000 tonnes de matériels et de munitions, c'est l'opération Hats.
La fin de l'année 1940 voit la montée en puissance de l'aviation basée à Malte. Elle est largement impliquée dans la préparation de la bataille de Tarente, toutes les reconnaissances sont effectuées à partir de Malte avec des Martin Maryland jusque dans la soirée du 11 novembre et quelques heures avant l'attaque avec un hydravion Sunderland.
L'année 1940 se termine avec 45 avions italiens abattus revendiqués par la RAF, les Italiens admettent 35 pertes (23 bombardiers et 12 chasseurs) et 187 bombardiers et 7 chasseurs endommagés principalement par les batteries anti-aériennes.

### 1941

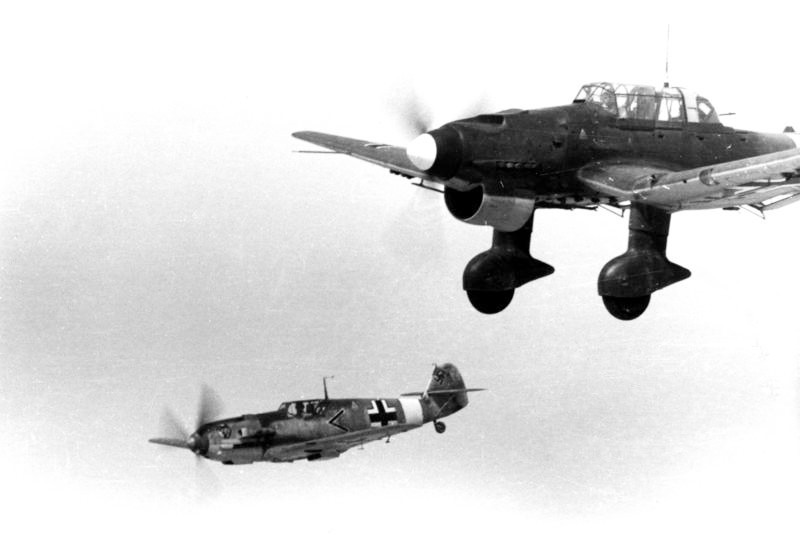
Messerschmitt Me 109 et Junkers Ju 87 en janvier 1941

Début 1941, l'intervention allemande sur Malte était plus le résultat des défaites italiennes en Afrique du Nord que les échecs italiens à traiter avec l'île. Hitler n'avait d'autre choix que de sauver son allié italien ou de perdre la chance de prendre les champs pétrolifères du Moyen-Orient en Arabie. Le Deutsche Afrika Korps (DAK ou Africa Corps) sous Erwin Rommel a été envoyé pour sécuriser le front de l'Axe en Afrique en février 1941. L'Opération Colossus ayant marqué un revirement dramatique. Les Allemands lancent l'Opération Sonnenblume, qui renforce les Italiens en Afrique du Nord. Ils lancent alors une contre-offensive et repoussent les Britanniques en Égypte. Mais opérer outre-mer en Afrique signifiait que la plupart des approvisionnements des forces de l'Axe viendraient par la mer. Cela a fait de Malte une menace dangereuse pour les préoccupations logistiques de l'Axe. En réponse, le Oberkommando der Luftwaffe (OKL ou Haut commandement de la force aérienne) a envoyé le Fliegerkorps X en Sicile, qui est arrivé en janvier 1941, pour frapper les forces navales à et autour de Malte, et les positions de la RAF sur l'île, pour faciliter le passage des ravitaillements.
Les sous-marins britanniques n'ont pas réussi à interdire les navires allemands transportant les forces allemandes en Libye. L'endommagement du navire allemand de 7 889 tonnes Duisburg fut la seule attaque notable. Le 9 février 1941, trois sous-marins ratent le même convoi ravitaillant Tripoli, principal port italien en Libye. Les installations portuaires pouvaient décharger six navires à la fois, faisant du port la meilleure installation à l'ouest d'Alexandrie, 1600 km à l'est. Une grande partie du succès défensif de l'Axe était due aux mines navales. Les Italiens ont déployé 54 000 mines autour de Malte pour empêcher son approvisionnement. Ces mines étaient le fléau des sous-marins de la Royal Navy. Environ 3 000 mines ont également été posées au large des côtes de la Tunisie par les forces navales italiennes.
L'incapacité à intercepter les navires de l'Axe était évidente dans les chiffres qui s'étendaient bien au-delà de février 1941. De janvier à avril, l'Axe a envoyé 321 259 tonnes en Libye et à part 18 777 tonnes toutes ont atteint le port de Tripoli. Cela équivalait à un taux de réussite de 94% pour la sécurité des convois lors de l'interdiction britannique. Sur les 73 991 hommes envoyés par mer, 71 881 (97 %), arrivèrent en Afrique. Le 10 décembre 1940, le Fliegerkorps X, sous le commandement de Hans Ferdinand Geisler, et avec le soutien de son chef d'état-major major Martin Harlinghausen, reçut l'ordre de se rendre en Sicile pour attaquer les navires alliés en Méditerranée. Au début de la première opération allemande, Geisler avait 95 avions et 14 389 hommes en Sicile. Geisler a persuadé l'OKL de lui donner quatre autres groupes de bombardiers en piqué. Le 10 janvier, il pouvait rassembler 255 avions (179 en état de marche), dont 209 bombardiers en piqué et moyens.

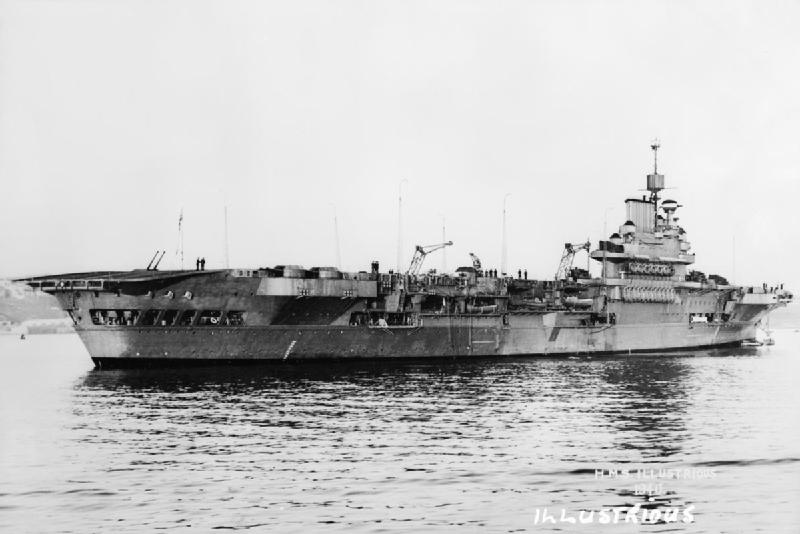
HMS ILLUSTRIOUS, 1940

Le 2 janvier 1941, les premières unités allemandes atteignirent Trapani sur la côte sud de la Sicile. Les deux unités de la Luftwaffe étaient toutes deux des Junkers Ju 87 Stuka: I./Sturzkampfgeschwader 1 et II./Sturzkampfgeschwader 2. Les unités comptaient quelque 80 Ju 87. Cela a conduit à une augmentation notable des bombardements de Malte. Un Stabsstaffel de Sturzkampfgeschwader 3 (StG 3) est arrivé. Oberstleutnant Karl Christ, Geschwaderkommodore du StG 3 donna l'ordre d'intercepter les unités lourdes. La cible particulière était les porte-avions. Quelques jours plus tard, il ordonna au gruppen Ju 87 de couler le nouveau le porte-avions HMS Illustrious. Il avait joué le rôle clé dans la bataille de Tarente, cédant la suprématie navale aux Britanniques, il est donc devenu le haut de la liste des cibles de l'Axe.
Les équipages de la « Luftwaffe » pensaient que quatre coups directs couleraient le navire et ont commencé à s'entraîner sur des maquettes flottantes au large de la côte sicilienne. Le vaste pont d'envol offrait un objectif de 6 500 mètres carrés. L'occasion d'attaquer le navire s'est présentée le 6 janvier 1941. L'Opération Excess britannique a été lancée, qui comprenait une série d'opérations de convoi par les Britanniques à travers la mer Méditerranée. Le 10 janvier, ils se trouvaient à portée des bases des u 87. Le II./StG 2 a envoyé 43 Ju 87 avec le soutien du I./StG 1. Dix SM79 italiens avaient supprimés les chasseurs Fairey Fulmar du porte-avions tandis que le croiseur d'escorte HMS Bonaventure a coulé le torpilleur italien Vega. Quelque 10 Ju 87 ont attaqué le porte-avions sans opposition. En présence d'Andrew Cunningham, commandant en chef de la flotte du cuirassé HMS Warspite, les Ju 87 ont marqué six coups sûrs. L'un a détruit un canon, un autre a touché près de la proue, un troisième a démoli un autre canon, tandis que deux ont touché l'ascenseur, détruisant l'avion sous le pont, provoquant des explosions de carburant et de munitions. Un autre a traversé le pont blindé et a explosé profondément à l'intérieur du navire. Deux autres attaques ont été faites sans résultat. Gravement endommagé, mais avec ses moteurs principaux toujours intacts, il se dirigea vers le refuge désormais douteux de Malte,. L'attaque a duré six minutes ; a tué 126 membres d'équipage et en a blessé 91. En vue de Malte, des bombardiers torpilleurs italiens ont également attaqué le porte-avions, mais ont été chassés par d'intenses tirs antiaériens.

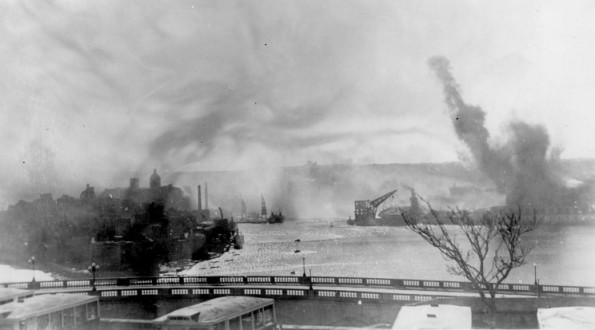
HMS Illustrious sous attaque Ju 87 dans "Grand Harbour". Le porte-avions est à droite de la grande grue.

L'opération britannique n'aurait pas dû être lancée : Ultra avait informé le Air Ministry de la présence du Fliegerkorps X' en Sicile dès le 4 janvier. Ils n'ont pas transmis les renseignements à l'Amirauté, qui n'aurait probablement pas navigué à portée des Ju 87 s'ils l'avaient su. La RAF n'était pas en état d'empêcher une attaque aérienne allemande majeure, avec seulement 16 Hurricanes et quelques avions Gladiator utilisables. Le 11 janvier 1941, 10 autres Ju 87 furent envoyés pour couler l'Illustrious. Ils sont tombés par hasard sur les croiseurs légers HMS Southampton et Gloucester. Des coups sûrs ont été marqués sur les deux; Southampton a été si gravement endommagé que ses escortes l'ont sabordée. Au cours des 12 jours suivants, les ouvriers du chantier naval de Grand Harbour ont réparé le porte-avions sous des attaques aériennes afin qu'il puisse se rendre à Alexandrie. Le 13 janvier, les Ju 87, désormais équipés de bombes SC 1000, échouent à détruire le porte-avions. Le 14 janvier, 44 Ju 87 ont marqué un coup sur l'ascenseur. Le 18 janvier, les Allemands sont passés à l'attaque des aérodromes de Hal Far et de Luqa dans le but de gagner la supériorité aérienne avant de revenir sur l'« Illustrious ». Le 20 janvier, deux accidents ont percé la coque sous la ligne de flottaison et ont projeté sa coque contre le quai. Néanmoins, les ingénieurs ont gagné la bataille. Le 23 janvier, il s'est échappé de Grand Harbour et est arrivée à Alexandrie deux jours plus tard. Le porte-avions a ensuite navigué vers l'Amérique où il a été tenu hors de combat pendant un an.
La Luftwaffe n'avait pas réussi à couler le porte-avions. Cependant, leurs pertes étaient peu nombreuses - trois avions le 10 janvier et quatre Ju 87 sur plusieurs semaines - et les Allemands avaient impressionné les Britanniques par l'efficacité de la puissance aérienne à terre. Ils ont retiré les unités lourdes de leur flotte de la Méditerranée centrale et n'ont pas risqué d'envoyer des croiseurs à travers le détroit sicilien.
L'apparition en février des chasseurs Messerschmitt Bf 109 E-7 du 7e Staffel (escadron) Jagdgeschwader 26, dirigé par l'Oberleutnant Joachim Müncheberg, entraîne rapidement une augmentation des pertes de la RAF ; les pilotes de chasse allemands étaient expérimentés, confiants, astucieux sur le plan tactique, mieux équipés et bien entraînés. Les pilotes alliés à Malte avaient peu d'expérience de combat et leurs Hawker Hurricanes étaient usés et pendant quatre mois, le JG 26 a subi peu de pertes. La Luftwaffe a remporté 42 victoires aériennes, dont 20 (dont une sur la Yougoslavie) attribuées à Müncheberg. Les Hurricanes de la RAF sont restés opérationnels en étant rafistolés et leurs performances, déjà inférieures aux Bf 109E-7, se sont détériorées. Cinq Hurricane sont arrivés à Malte début mars, six autres le 18 mars. mais cinq Hurricanes et cinq pilotes ont été perdus.
Le 1er mars, les attaques de la Luftwaffe sur les aérodromes détruisirent tous les bombardiers Wellington amenés en octobre 1941. Les navires de guerre de la Royal Navy et les hydravions de Sunderland ne pouvaient pas utiliser l'île pour des opérations offensives, et les principaux escadrons de chasse, nos 261 et 274, ont été soumis à de fortes pressions. Il y en avait plusieurs raids par jour et plus de 107 attaques de l'Axe ont eu lieu en février et 105 en mars, les chasseurs Bf 109 mitraillant tout signe de mouvement au sol. En février, environ 14 600 hommes, de la force de travail de l'île, s'étaient portés volontaires, le rationnement a commencé à réduire encore plus le moral. et tous les hommes âgés de 16 à 56 ans ont été enrôlés pour rejoindre les volontaires de l'Artillerie royale de Malte gardant Grand Harbour.
Les Alliés ont remporté un succès en avril, avec la victoire dans la Bataille des îles Kerkennah. Les forces de surface alliées n'avaient alors réussi qu'à couler un seul petit convoi de l'Axe pendant toute la Campagne de la Méditerranée mais dans la nuit du 15 au 16 avril, les navires de l'Axe ont été interceptés par la 14e flottille de destroyers du commandant P. J. Mack, comprenant les HMS Janus, Jervis, Mohawk, Juno et Nubian. Les destroyers ont coulé Sabaudia (1 500 tonnes ), Aegina (2 447 tonnes), Adana (4 205 tonnes), Isetlhon (3 704 tonnes) et Arta. Les destroyers italiens  Tarigo ,  Lampo  et  Baleno  ont été coulés contre la perte du  Mohawk  .
La flottille avait été officiellement formée le 8 avril 1941, en réponse au besoin d'une force de frappe maltaise. Cette formation devait interdire les convois de l'Axe. La 5e flottille de destroyers du commandant Lord Louis Mountbatten a ensuite reçu l'ordre de fusionner avec la flotte de Mack pour augmenter sa puissance de frappe. Les destroyers HMS Jackal, Kashmir, Kipling, Kelly, Kelvin et Jersey faisaient partie de la flotte de Mountbatten. Les croiseurs HMS Dido et  Gloucester  ont accompagné les navires dans le cadre de la force. La force de frappe a eu un succès considérable, ce qui a justifié de la baser à Malte malgré le danger d'une attaque aérienne. Le 21 mai, la force a été envoyée pour rejoindre la bataille de Crète. Il a fallu plusieurs mois avant que la force de frappe épuisée ne revienne.
D'autres succès ont été remportés par les convois de Malte. Un convoi de ravitaillement urgent de Gibraltar à Alexandrie (opération Tiger) a coïncidé avec des renforts pour la flotte méditerranéenne, deux petits convois d'Égypte à Malte et 48 autres ouragans ont volé au large du HMS  Ark Royal  et Furious dans l'opération Splice, avec seulement la perte du SS  Empire Song , qui a heurté une mine et a coulé avec 10 chasseurs Hurricane et 57 chars à bord. Le convoi Tiger a transporté 295 chars Matilda II, de nouveaux chars Crusader et 24 000 tonnes de pétrole pour des opérations en Afrique du Nord. Ils ont été achevés le 12 mai. Le StG 1 a fait un effort déterminé contre Tiger et Malte sans résultat.

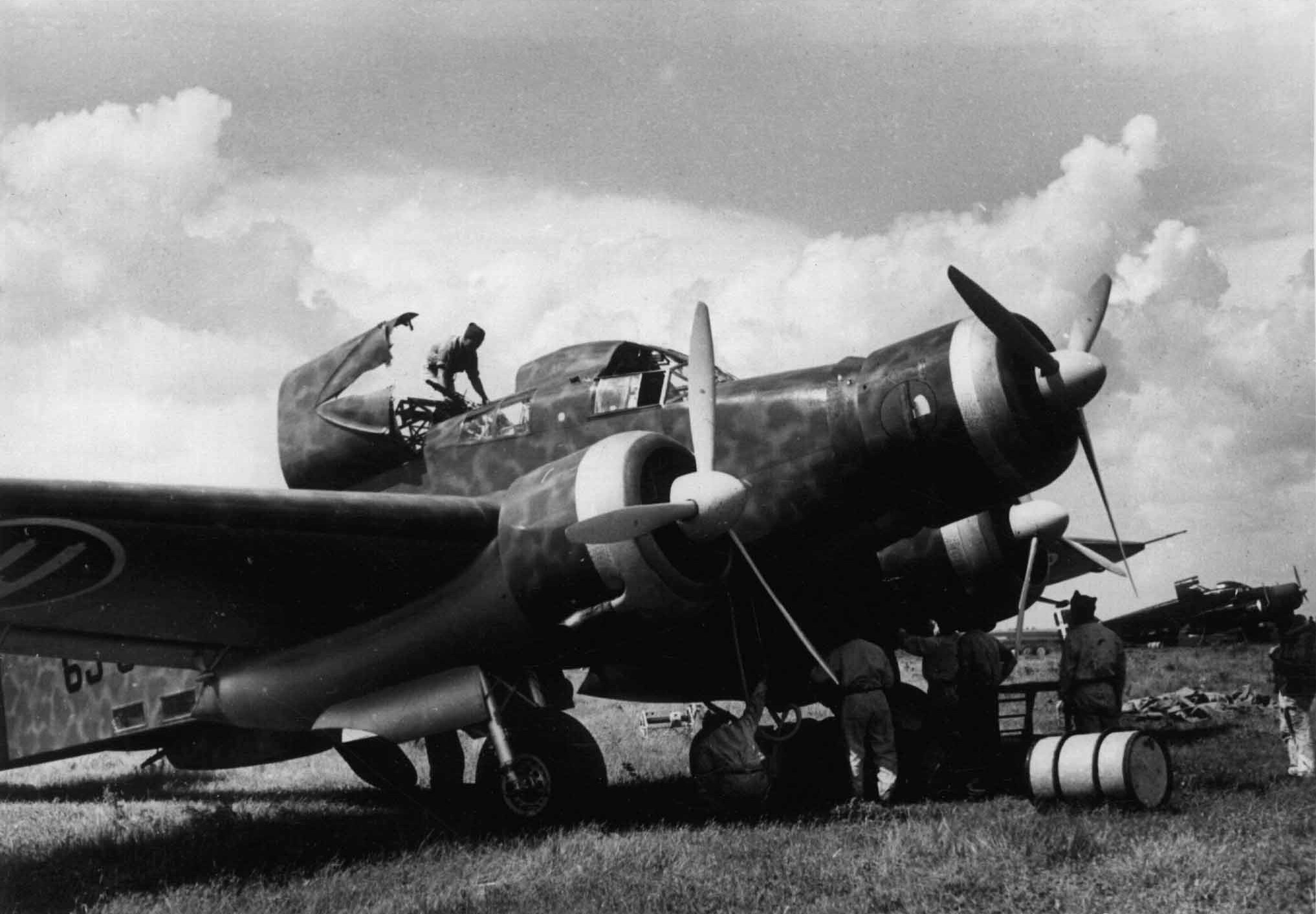
Un bombardier italien ravitaillé en Sicile.

Les forces aériennes de l'Axe ont maintenu la supériorité aérienne; Hitler ordonna au "Fliegerkorps X" de protéger les navires de l'Axe, d'empêcher les navires alliés de traverser la Méditerranée centrale et de neutraliser Malte en tant que base alliée. Environ 180 avions allemands et 300 italiens ont effectué l'opération, et la RAF a eu du mal à effectuer plus de six ou huit sorties de chasse. À l'occasion, 12 Hurricanes étaient amenés par des porte-avions britanniques, mais les remplaçants étaient rapidement épuisés. À la mi-mai, la Méditerranée centrale était de nouveau fermée à la navigation alliée et le DAK en Afrique du Nord a pu recevoir des renforts, seuls 3% de ses fournitures, de son personnel et de son équipement étant perdus en cours de route. Du 11 avril au 10 mai, 111 raids de l'Axe ont été menés contre des installations militaires à Malte. La plupart des équipements lourds de Grand Harbour ont été détruits et les cales sèches ne pouvaient être actionnées qu'à la main. L'efficacité de la plupart des ateliers a été réduite à 25 % - 50 %.
Au cours des quatre premiers mois d'opérations allemandes, la  Luftwaffe  a largué 2 500 tonnes d'explosifs sur Malte. C'était bien plus que le tonnage largué par les Italiens, mais bien en deçà du tonnage de l'année suivante. Plus de 2 000 bâtiments civils ont été détruits contre seulement 300 lors du siège italien. Les pertes civiles étaient faibles, et après le bombardement du HMS « Illustrious », la plupart des civils se sont déplacés vers un environnement plus sûr à la campagne ; en mai 1941, près de 60 000 personnes avaient quitté les villes, quelque 11 000 personnes (2⁄3 ou 66 % de la population) quittant La Valette. Pour illustrer l'ampleur des dégâts, à la fin de 1941, environ 70 % des églises de l'île avaient été réduites en décombres. Les Britanniques s'étaient concentrés sur la protection des cibles militaires et peu d'abris étaient disponibles pour civils. Finalement, 2 000 mineurs et tailleurs de pierre ont été recrutés pour construire des abris publics, mais le salaire était médiocre et les mineurs ont menacé de faire grève et ont été menacés de conscription dans l'armée. Les ouvriers ont capitulé mais ont institué un travail ralenti, triplant le coût des travaux.
En avril, Hitler a été contraint d'intervenir dans les Balkans, ce qui a conduit à la campagne des Balkans ; elle était également connue sous le nom d'Invasion de la Yougoslavie et comprenait la bataille de Grèce. La campagne qui a suivi et les lourdes pertes allemandes lors de la bataille de Crète ont convaincu Hitler que les largages aériens derrière les lignes ennemies, à l'aide de parachutistes, n'étaient plus réalisables à moins que la surprise ne soit obtenue. Les forces aéroportées allemandes n'ont plus entrepris de telles opérations. Cela a eu des conséquences importantes pour Malte, car cela indiquait que l'île n'était menacée que par un siège de l'Axe. Quand, en juin, Hitler a attaqué l'Union soviétique dans le cadre de l'opération Barbarossa, le Fliegerkorps X est parti pour le front de l'Est, et la Regia Aeronautica a été laissée pour continuer sa campagne très efficace contre Malte dans les mois à venir. Geisler, commandant les restes du Fliegerkorps X, ne pouvait compter que sur des avions poseurs de mines du Kampfgeschwader 4 (KG 4) et de Ju 87 en opérations de nuit. Les problèmes d'approvisionnement étaient graves, la petite force allemande restante fut forcée d'abandonner les opérations le 22 avril 1941. Au début de mai 1941, la  Luftwaffe  avait effectué 1 465 bombardementss, 1 144 vol de chasse et 132 missions de reconnaissance pour seulement 44 pertes. les III./Kampfgeschwader 30 (KG 30) et III./Lehrgeschwader 1 (KG 1) ont effectué des attaques nocturnes sporadiques pendant Avril.

## Conséquences
Malte est une des zones les plus bombardées de la Seconde Guerre mondiale, il est tombé plus de bombes sur Malte que pendant toute la bataille d'Angleterre. Le nombre de maisons détruites ou endommagées a été estimé à 85% pour Il-Furjana , 80% à L-Isla, 75% à Ħal Kirkop et La Valette, 70% à Ħal Luqa, Il-Kalkara et Bormla, 65% à Il-Birgu et 60% à Il-Gżira, au total les destructions s'élèveraient à environ 30 000 bâtiments. Entre le 11 juin 1940 et le 31 décembre 1943, les pertes civiles s'élèvent à 1 190 tués plus 296 morts de leurs blessures et 54 portés disparus présumés morts soit 1 540 morts dont 703 hommes, 433 femmes et 404 enfants, auxquels s'ajoutent 1 846 blessés graves et 1932 plus légèrement blessés soit 3 778 blessés.

## Sources bibliographiques
- (en) Ernle Bradford, Siege : Malta, 1940-1943, Barnsley, Pen & Sword Military, 2011, 248 p. (ISBN 978-1-84884-584-8, lire en ligne).
- Arnold Hague, The Allied Convoy System 1939-1945, Naval Institute Press, Annapolis, 2000.
- (en) James Holland, Fortress Malta : an island under siege 1940-1943, Londres, Phoenix, 2004, 485 p. (ISBN 978-0-304-36654-5).
- (en) Anthony Rogers, Battle over Malta : aircraft losses & crash sites, 1940-42, Stroud, Gloucestershire, Sutton, 2000, 244 p. (ISBN 978-0-7509-2392-7).
- (en) Tony Spooner, Supreme gallantry : Malta's role in the Allied victory, 1939-1945, Londres, J. Murray, 1996, 358 p. (ISBN 978-0-7195-5706-4).
- Taylor, Mayer et autres, A History of World War Two, Octopus Books, London, 1974.